# LGBT in Chile

Geografische Lage von Chile

Unter LGBT in Chile versteht sich die Lebenssituation und rechtliche Stellung von Personen in Chile, die von der Heteronormativität abweichen (so genannte queere Menschen). Das betrifft schwule, lesbische, bisexuelle, transgeschlechtliche und intergeschlechtliche Personen (LGBT).

## Antidiskriminierungsgesetze
Mediales Aufsehen in Chile erregte 2004 der Diskriminierungsfall des chilenischen Richters Daniel Calvo, der nach Bekanntwerden eines Besuchs in einer Schwulensauna als Richter am Appellationsgericht Santiago versetzt wurde. Die Einführung von Antidiskriminierungsgesetzen zum Schutz der sexuellen Orientierung wurde zwischen 2004 und 2013 parlamentarisch debattiert und nach der Ermordung von Daniel Zamudio 2012 beschleunigt umgesetzt, wobei ein Strafschärfungsgrund wegen Hasskriminalität im chilenischen Strafrecht verankert wurde. Das Gesetz wird daher informell auch Ley Zamudio („Zamudio-Gesetz“) genannt.
Homosexualität war in Chile lange Zeit gesellschaftlich tabuisiert; homosexuelle Handlungen werden aber in Chile zunehmend akzeptiert. Die Sichtbarkeit der LGBT-Gemeinschaft bleibt gering. Eine dritte Geschlechtsoption wird rechtlich anerkannt.

## Homosexualität in Chile
Homosexuelle Handlungen wurden in Chile 1999 legalisiert. Das Schutzalter ist nicht einheitlich. Es liegt bei 18 Jahren bei homosexuellen Handlungen und bei 14 Jahren bei heterosexuellen Handlungen.

### Anerkennung gleichgeschlechtlicher Paare

#### Historische Entwicklung (bis 2015)
Staatlicherseits wurden gleichgeschlechtliche Paare bis Oktober 2015 nicht anerkannt. Bereits 2004 wurde ein Gesetzentwurf angekündigt, welcher aber nur für homosexuelle Partner angedacht war. Im Zuge dieser politischen Debatte in Chile wurde der Richterin Karen Atala, die Mutter dreier Kinder ist, ihr Sorgerecht von chilenischen Gerichten entzogen. Karen Atala wollte gemeinsam mit ihrer Lebensgefährtin ihre Kinder erziehen, wogegen ihr geschiedener Ehemann geklagt hatte. Karen Atala klagte vor der Interamerikanischen Kommission für Menschenrechte in Washington, D.C. 2011 wurde erneut im chilenischen Parlament über die staatliche Anerkennung gleichgeschlechtlicher Paare debattiert. Ein Gesetzentwurf der Regierung Sebastián Piñera zur Einführung einer Lebenspartnerschaft wurde im August 2011 im Parlament eingebracht; der Gesetzentwurf wurde bis zum Ende der Legislaturperiode im November 2013 nicht angenommen.
Nach der Präsidentschaftswahl in Chile 2013 stimmte infolge des Regierungswechsels am 9. Januar 2014 der Senat von Chile für die Einführung eines Lebenspartnerschaftsinstitutes. Im Januar 2015 votierten im chilenischen Unterhaus 86 Abgeordnete für die Einführung eines Lebenspartnerschaftsinstitutes, 23 stimmten dagegen, zwei Delegierte enthielten sich. Ebenso befürwortete im Januar 2015 der Senat von Chile die Einführung eines Lebenspartnerschaftsinstitutes.

#### Acuerdo de Unión Civil (ab 2015)
Am 13. April 2015 verkündete die Präsidentin Michelle Bachelet das Gesetz Acuerdo de Unión Civil, welches nach sechs Monaten, die für verwaltungstechnische Umstellungen benötigt werden, in Kraft treten sollte. Es stellte einen neuen Zivilstatus neben der Ehe dar, der es homosexuellen wie auch heterosexuellen Paaren erlaubte, eine gesetzlich anerkannte Partnerschaft zur juristischen Absicherung einzugehen. Der Verwaltungsakt wird, ebenso wie die Ehe, auf den Standes-/Meldeämtern (registo civil) durchgeführt.
Neben der rechtlichen Absicherung, wie im Krankheits- oder Erbfall der Partner, sind auch gemeinsame oder eingebrachte Kinder (Stiefkinder) in diese Absicherung einbezogen. Die Auflösung dieser Gemeinschaft erfolgt, bei beidseitigem Einverständnis, ebenfalls auf dem Standes-/Meldeamt, wo dann zusätzlich noch Verträge über Renten-, Unterhaltszahlungen und die Erziehungsberechtigung von Kindern unterschrieben werden müssen. Bei einseitiger Annullierung muss ein Zivilrichter einbezogen werden. Das Adoptionsrecht ist von diesem Gesetz nicht betroffen.

#### Gleichgeschlechtliche Ehe (ab 2020)
Am 16. Januar 2020 befürwortete der Senat die Gleichgeschlechtliche Ehe. Am 23. November und 7. Dezember 2021 verabschiedeten der Senat und die Abgeordnetenkammer in abschließenden Lesungen ein Gesetz zur gleichgeschlechtlichen Ehe. Die Unterzeichnung des Gesetzes durch den chilenischen Präsidenten Sebastián Piñera erfolgte am 9. Dezember 2021. Das Gesetz trat am 10. März 2022 in Kraft.

## Rechtliche Anerkennung einer dritten Geschlechtsoption
Seit Anfang 2019 ist in Chile ein rechtlicher Geschlechtseintrag als „nicht männlich/weiblich“ möglich (nichtbinär).
In Lateinamerika erkennt auch Kolumbien seit März 2022 eine dritte Geschlechtsoption an (X), Uruguay seit Ende 2018 und Argentinien bereits seit 2012 (siehe Staaten mit Anerkennung einer dritten Geschlechtsoption).

## Gesellschaftliche Situation

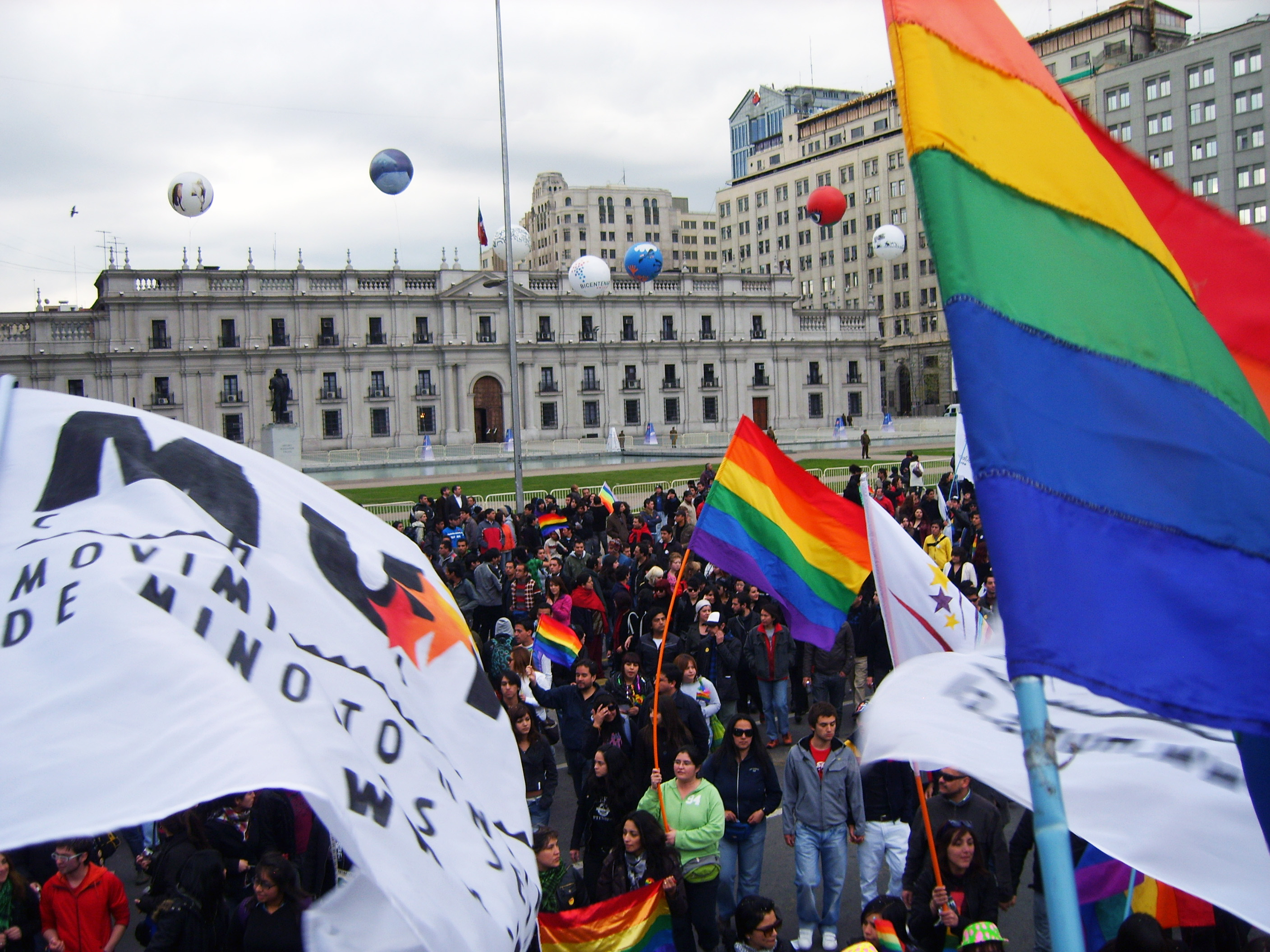
Gay-Pride-Parade in Santiago de Chile (2009)

Im Vergleich zu den südamerikanischen Staaten Brasilien oder Argentinien ist die LGBT-Gemeinschaft in Chile eher klein. Sie findet sich vorwiegend in der chilenischen Hauptstadt Santiago und in der Hafenstadt Valparaíso. LGBT-Organisationen wie Movimiento de Integración y Liberación Homosexual (MOVILH) und Movimiento Unificado de Minorías Sexuales (MUMS) unterstützen in Chile die Rechte homosexueller Menschen.
 Fall Daniel Zamudio
2012 wurde in Santiago de Chile der 1987 geborene Verkäufer Daniel Zamudio wegen seiner Homosexualität von vier Neo-Nazis ermordet. Sein Fall erregte in ganz Chile und Lateinamerika großes Entsetzen und große Aufmerksamkeit. Die Beisetzung von Zamudio kam in Chile einem Staatsakt gleich, die Täter wurden unter großer Anteilnahme der Bevölkerung verurteilt. Eine 2013 eingerichtete Stiftung mit dem Namen Fundación Daniel Zamudio setzt sich für das Erinnern an Gewaltopfer ebenso als Beratungsstelle für Eltern homosexueller Kinder ein.